# Alfredo Caldeira
Alfredo Caldeira (Lisboa, 11 de julho de 1908 - Tarrafal, 1 de dezembro de 1938) foi um político revolucionário comunista, membro do Comité Central do Partido Comunista Português, preso político assassinado no Campo de Concentração do Tarrafal pelo regime do Estado Novo.

## Biografia
Filho de Pedro Caldeira e Sara de Castro, e irmão de Heliodoro Caldeira, o pai e o irmão viriam também a ser presos por motivos políticos pelo regime do Estado Novo.

### Militância no Partido Comunista
Começa a trabalhar muito jovem como pintor decorador. Torna-se militante do Partido Comunista Português em 1931, com 23 anos, sendo no ano seguinte nomeado membro da direção do Comité Regional de Lisboa deste partido, e ainda no mesmo ano, escolhido para membro do Comité Central do PCP, cujo secretariado integra por inerência das suas responsabilidades na Organização Revolucionária da Armada, uma das mais importantes organizações do PCP.

### Prisão Política
É detido pela Polícia de Vigilância e Defesa do Estado por razões políticas a 27 de outubro de 1933 no Algarve, onde conduzia uma operação de ligação com a Organização do Algarve deste partido. Preso na Penitenciária de Lisboa, é enviado a 20 de novembro para a Prisão de Peniche e dois dias depois para a Fortaleza de São João Baptista em Angra do Heroísmo onde é julgado por um Tribunal Militar Especial que o condena a 690 dias de prisão correcional e perda de direitos políticos por 5 anos.
Na cadeia participa da elaboração de jornais prisionais manuscritos clandestinos, como um exemplar que chegou aos nossos dias com o cabeçalho THALMANN, alusivo a Ernst Thälmann. Participante ativo na revolta dos presos contra as péssimas condições prisionais da Fortaleza em dezembro de 1934, no dia 8 desse mês será transferido para uma esquadra da PSP tendo em vista a sua libertação, que acontece no dia 10. No entanto, a decisão da sua libertação é anulada no próprio dia, sendo Alfredo Caldeira de novo enviado para a Fortaleza de Peniche onde ficará detido sem sentença por dois anos. 

#### Preso no Campo do Tarrafal
Alfredo Caldeira integrará o grupo dos primeiros 152 presos que, em outubro de 1936, serão levados no paquete Luanda para o recém-criado Campo de Concentração do Tarrafal, destinado a presos com pena de desterro por delito político. Chegam no dia 29 e são recebidos pelas palavras do diretor do Campo, Manuel dos Reis que afirma «Quem vem para o Tarrafal, vem para morrer.» 
Alfredo Caldeira e os restantes militantes comunistas presos no Tarrafal organizam clandestinamente a Organização Comunista Prisional do Tarrafal, de cujo Secretariado este é membro em 1937 e 1938. Contrai doença da vesícula biliar, resultado de paludismo crónico, que dadas as condições insalubres e ausência de cuidados médicos no Campo já matara e viria a matar vários presos, entre eles o secretário-geral do PCP Bento Gonçalves. Segundo relatos, ao ser interrogado pelo segundo diretor da Colónia Penal do Tarrafal, João da Silva, já às portas da morte Alfredo Caldeira ter-lhe-á dito «Verá que sei morrer como um revolucionário».

## Toponímia
Alfredo Caldeira foi homenageado com a atribuição do seu nome a uma rua em Loures.